# Erich Blechschmidt
Erich Blechschmidt (* 13. November 1904 in Karlsruhe; † 19. April 1992 in Freiburg im Breisgau) war ein deutscher Anatom.

## Leben
Erich Blechschmidt war Sohn eines Arztes. Er studierte Medizin an der Albert-Ludwigs-Universität Freiburg, Ludwig-Maximilians-Universität München und Universität Wien. 1931 promovierte er in Freiburg und habilitierte sich 1937 ebendort für das Fach Anatomie.
Am 7. Juni 1937 beantragte er die Aufnahme in die NSDAP und wurde rückwirkend zum 1. Mai desselben Jahres aufgenommen (Mitgliedsnummer 4.584.132), nachdem er bereits seit Herbst 1933 als Sanitäter in der SA war. Nach Tätigkeiten an den anatomischen Instituten der Universitäten Gießen und Würzburg wurde er 1942 zum beamteten außerordentlichen Professor an die Georg-August-Universität Göttingen berufen. Von 1949 bis 1973 war er dort ordentlicher Professor für Anatomie. Er war Direktor des Anatomischen Instituts.
Sein Spezialforschungsgebiet war die Embryogenese, vor allem die Morphologie der frühen vorgeburtlichen Stadien des Menschen. Die Frage nach der Herkunft seiner Präparate kann nicht mehr beantwortet werden, da aufgrund seiner unprofessionellen Dokumentation nur für wenige individuelle Präparate eine Herkunft eindeutig anhand von Begleitschreiben oder Durchschlägen von Blechschmidts Antwortbriefen belegt werden kann.
Die Ergebnisse seiner Forschungen ließ Blechschmidt in Kunststoffmodellen darstellen, die die heute nach ihm benannte „Humanembryologische Dokumentationssammlung Blechschmidt“ bilden. Diese Sammlung befindet sich öffentlich zugänglich im Untergeschoss des Zentrums Anatomie der Universität Göttingen. Sie besteht aus 64 Modellen, welche die Entwicklung des menschlichen Embryos von der Befruchtung bis zum Ende der 8. Schwangerschaftswoche darstellen.

## Schaffen
Blechschmidt postulierte in der Embryogenese von ihm so bezeichnete „morphogenetische Felder“, die teilweise übernatürlicher Art seien. Die Namensgleichheit mit den ebenfalls pseudowissenschaftlichen morphogenetischen Feldern ist rein zufällig. Auch glaubte er, dass die Gene allein nicht für die Entwicklung eines Embryo zuständig sein könnten, weil alle Gene wiederum von Genen gesteuert würden, so dass die erste Ursache anderer Natur sein müsse. Blechschmidt war vehementer Gegner der Darwinschen Evolutionstheorie.

## Schriften (Auswahl)
- Die vorgeburtlichen Entwicklungsstadien des Menschen. Eine Einführung in die Humanembryologie. S. Karger, Basel 1960 (deutsch-englischer Paralleltext).
- Vom Ei zum Embryo. Die Gestaltungskraft des menschlichen Keims. Eine Einführung in die Humanembryologie. Deutsche Verlags-Anstalt, Stuttgart 1968; zuletzt: Wie beginnt das menschliche Leben? Vom Ei zum Embryo. Befunde und Konsequenzen. 8. Auflage. Christiana-Verlag, Stein am Rhein 2008, ISBN 978-3-7171-0653-1.
- Humanembryologie. Prinzipien und Grundbegriffe. Hippokrates-Verlag, Stuttgart 1974; Neuauflage ebd. 1991, ISBN 978-3-7773-0366-6.
- Anatomie und Ontogenese des Menschen (= Biologische Arbeitsbücher. Bd. 22). Quelle & Meyer, Heidelberg 1978. Neuauflage: Ontogenese des Menschen: Kinetische Anatomie. Kiener Verlag, München 2012, ISBN 978-3-943324-03-7.
- Die Erhaltung der Individualität: Der Mensch – Person von Anfang an. Humanbiologische Befunde. Gustav-Siewerth-Akademie, Weilheim-Bierbronnen 1996, ISBN 3-928273-14-0 (= Schriftenreihe der Gustav-Siewerth-Akademie. Band 14).
- Die Frühentwicklung des Menschen: Eine Einführung. Kiener, München 2011, ISBN 978-3-943324-00-6.
- Ontogenese des Menschen: Kinetische Anatomie. Kiener, München 2012, ISBN 978-3-943324-03-7.
- Schriftensammlung Erich Blechschmidt: Gesicht, Kopf, Nervensystem. Hrsg. von Konrad Obermeier. Kiener Verlag, München 2015, ISBN 978-3-943324-11-2.